# Hinton Parva, Wiltshire
Hinton Parva är en by i civil parish Bishopstone, i distriktet Swindon, i grevskapet Wiltshire, i England. Byn är belägen 8 km från Swindon. Little Hinton var en civil parish fram till 1934 när blev den en del av Bishopstone. Civil parish hade 208 invånare år 1931.